# فرانك كارلتون
فرانك كارلتون (بالإنجليزية: Frank Carlton)‏ هو لاعب دوري الرغبي بريطاني، ولد في 21 مارس 1936، وتوفي في 19 فبراير 2009 في Whiston, Merseyside ‏ في المملكة المتحدة.